# Балерина на корабле
«Балерина на корабле» — советский музыкальный рисованный мультипликационный фильм режиссёра Льва Атаманова.

## Сюжет
На круизный парусный лайнер в числе прочих пассажиров попадает балерина. Во время рейса она репетирует на палубе, любуясь красотой моря. И вдохновлённые её танцем члены экипажа пытаются повторять за ней, что приводит к разнообразным проблемам. В результате балерину заставляют прекратить свои упражнения. Однако когда корабль попадает в шторм, а затем в водоворот, именно балерина в летящем прыжке достигает берега и закрепляет трос якоря, тем самым спасая всех от гибели. По прибытии в порт вся команда выстраивается как на параде для торжественных проводов балерины. В небе разгорается салют.

## Создатели
| сценарий                   | Розы Хуснутдиновой                                                                                 |
| режиссёр                   | Лев Атаманов                                                                                       |
| художники-постановщики:    | Борис Корнеев, Гелий Аркадьев                                                                      |
| оператор                   | Михаил Друян                                                                                       |
| композитор                 | Альфред Шнитке                                                                                     |
| звукооператор              | Георгий Мартынюк                                                                                   |
| хореография:               | Юрий Папко, Маджи Скотт                                                                            |
| монтажёр                   | Лидия Кякшт                                                                                        |
| редактор                   | Наталья Абрамова                                                                                   |
| ассистенты:                | Лидия Никитина, Наталья Талицких, Наталия Наяшкова                                                 |
| художники-мультипликаторы: | Анатолий Петров, Галина Баринова, Рената Миренкова, Валерий Угаров, Александр Давыдов              |
| художники                  | София Митрофанова, Ольга Воробьёва, Инна Пшеничная, Татьяна Казанцева, Ада Никольская, Нил Шимилис |
| директор картины           | Фёдор Иванов                                                                                       |

## Награды
- III МКФ анимационных фильмов в Мамае (Румыния)
  - 1970 — приз «Серебряный пеликан» (Лев Атаманов)
- МКФ в Лондоне (Великобритания)
  - 1970 — приз за лучший фильм (Лев Атаманов)[2]